# Бурхануддин ЗР
Бурхан Зайнуддин Русджиман (индон. Burhan Zainuddin Rusjiman; 21 апреля 1941, Кауман, Центральная Ява), более известен как Бурхануддин ЗР (индон. Burhanuddin ZR) или под прозвищем Бурхан Топор (индон. Burhan Kampak) — индонезийский антикоммунистический активист, участник массовых убийств 1965—1966. Основатель и лидер Антикоммунистического фронта Индонезии.

## Студент-антикоммунист
Родился в мусульманской семье из деревни Кауман (ныне район Суракарты, Центральная Ява). Окончил среднюю школу, перебрался в Джокьякарту и поступил на юридический факультет Университета Гаджа Мада.
В университете Бурхануддин ЗР примкнул к Ассоциации мусульманских студентов (HMI). Под влиянием Нахдатул Улама проникся ненавистью к коммунизму как силе, враждебной религии. Особое впечатление произвела на него в 1962 году фетва улемов Южной Суматры, объявившая вне закона атеистический коммунизм. Бурхан призывал запретить студенческую организацию КПИ, развешивал плакаты соответствующего содержания. По требованию студентов-коммунистов Бурхан был исключён из университета.

## Антикоммунистический боевик
30 сентября 1965 прокоммунистическая группировка Унтунга совершила попытку государственного переворота. Ответом стала мощная антикоммунистическая кампания, включавшая массовые убийства членов и сторонников КПИ.
Бурхануддин ЗР примкнул к мусульманским боевикам KAP Gestapu, поднявшимся по призыву Субхана ЗЭ. Активно участвовал в столкновениях и убийствах. Использовал топор на длинной рукояти, в связи с чем и получил прозвище Burhan Kampak — Бурхан-Топор.
Группа, к которой принадлежал Бурхан, действовала в окрестностях Джокьякарты и по всей Центральной Яве. После нескольких дней боёв и расправ на помощь прибыли парашютисты Сарво Эдди, которые вооружили боевиков огнестрельным оружием, организовали по-военному и выдали своеобразные «лицензии на убийства» (требуя, однако, доказательных подтверждений, что каждый убитый — член КПИ). Интересно, что, по воспоминаниям Бурхануддина ЗР, командирами над мусульманской молодёжью ставились студенты-католики из КАМИ.
В интервью 2016 года Бурхануддин ЗР затруднился ответить, скольких коммунистов он убил, так как «их было слишком много, чтобы я мог подсчитать».

## Сторонник «нового порядка»
После разгрома КПИ и свержения Сукарно Бурхануддин ЗР работал радиожурналистом. Был сторонником «нового порядка» президента Сухарто, особенно в части жёсткого антикоммунизма.
В 1998 году, на фоне острого социально-экономического кризиса, Сухарто вынужден был уйти в отставку под давлением массовых протестов. Новые власти значительно смягчили антикоммунистический курс. С середины 2000-х начались разговоры о пересмотре оценок событий 1965—1966 годов (хотя о легализации КПИ речи не шло). Это вызвало резкую реакцию правых антикоммунистических сил. Армейские круги и правомусульманские организации предупредили, что не допустят нарушения законов о запрете коммунистической партии и марксистско-ленинской идеологии. Началась активизация праворадикальных сил. В Джокьякарте движение в защиту антикоммунистических устоев «нового порядка» возглавил Бурхануддин ЗР.

## Лидер Антикоммунистического фронта
В январе 2007 года Бурхануддин ЗР основал Антикоммунистический фронт Индонезии (FAKI). Задачей организации были названы защита принципов Панча Сила и отпор всем проявлениям коммунизма и неокоммунизма (под коммунизмом имеется в виду организационно-политическое наследие КПИ, под неокоммунизмом — левые и леволиберальные силы). Главная цель FAKI — не допустить легализации КПИ и коммунистической идеологии. Бурхануддин ЗР предупредил, что для этого готов применить любые средства.
Организация строится по военизированному типу, напоминающему KAP Gestapu и KASBUL. Члены имеют чёрную униформу, иногда носят оружие, на акции часто прибывают на мотоциклах. Активисты FAKI нападают на собрания левых организаций, бывших коммунистов и их родственников; наиболее известно избиение 27 октября 2013. Побуждения родственников жертв Бурхан Топор рассматривает как стремление к мести, которому нельзя потворствовать. При этом силовые структуры Джокьякарты относятся к Бурхануддину ЗР и его соратникам скорее с симпатией.
Члены FAKI проводят также свои политические собрания и историко-просветительские мероприятия. Они выступают в поддержку «нового порядка», защищают память Сухарто, напоминают о жестокости индонезийских коммунистов (в частности, о путче 1948 и убийстве генералов — национальных героев в 1965).

Если их не удаётся остановить иным способом, значит, их придётся уничтожить. Раньше, чем они нападут на наш народ в третий раз.

Бурхануддин ЗР

В своих публичных выступлениях Бурхануддин ЗР категорически отвергает любые попытки оправдания КПИ и возложения на антикоммунистов ответственности за кровопролитие середины 1960-х. При этом следует учитывать, что эти исторические споры являются для Индонезии актуальным конфликтом, важной частью политического процесса, приводят к серьёзным беспорядкам и физическим столкновениям.

Правительство спасло Индонезию от кровавого коммунистического переворота. Когда в 1970-х коммунистов освобождали из тюрем, люди приняли их. Это и было национальным примирением. Но если они пытаются реанимировать коммунизм, мы даём отпор.

Бурхануддин ЗР

На президентских выборах 2014 года FAKI поддерживал кандидатуру генерала Прабово Субианто, выдвинутого правомусульманской коалицией. Однако победу одержал левоцентрист Джокови. Возможное извинение президента Джокови за события 1965—1966 Бурхануддин ЗР заранее назвал предательством.
Антикоммунистический фронт под руководством Бурхануддина ЗР активно участвует в деятельности правомусульманских объединений и социально-популистских союзов, особенно антикоррупционных.

## Личность
Бурхануддин ЗР проживает в Джокьякарте, воспитывает внуков. Хранит в доме портрет Сухарто и красный берет бойца спецназа PRKAD. Называет армейское спецподразделение своей второй семьёй.
С гордостью афиширует своё участие в событиях 1965—1966, любит рассказывать подробности боёв и убийств. События в целом и свою роль в них оценивает однозначно положительно. Любые претензии и сомнения отвергает категорически. Не признаёт расправу с КПИ нарушением прав человека, поскольку «коммунисты нарушали права людей раньше и хуже». В очередной раз подтвердил свою позицию в беседе с журналистами 30 сентября 2017, по случаю 52-й годовщины событий.

Мой принцип: лучше убить, чем быть убитым.

Бурхануддин ЗР